# Arnottia
Arnottia es un género de orquídeas (familia Orchidaceae), subfamilia Orchidoideae. Tiene cuatro especies.
Es nativo de las islas Mascareñas.

## Taxonomía
El género fue descrito por Achille Richard y publicado en Mémoires de la Société d'Histoire Naturelle de Paris 4: 29. 1828.
Etimología
El nombre del género fue otorgado en honor de George Arnott Walker Arnott, botánico escocés. 

## Especies deArnottia
A continuación se brinda un listado de las especies del género Arnottia aceptadas hasta mayo de 2011, ordenadas alfabéticamente. Para cada una se indica el nombre binomial seguido del autor, abreviado según las convenciones y usos y la publicación válida.
1. Arnottia imbellis (Frapp. ex Cordem.) Schltr., Beih. Bot. Centralbl. 33(2): 398 (1915).
2. Arnottia inermis (Thouars) S.Moore in J.G.Baker, Fl. Mauritius: 339 (1877).
3. Arnottia mauritiana A.Rich., Mém. Soc. Hist. Nat. Paris 4: 30 (1828).
4. Arnottia simplex (Frapp. ex Cordem.) Schltr., Beih. Bot. Centralbl. 33(2): 398 (1915).